# Българско участие в шампионата за Купа Интертото
Българското участие в Купа Интертото (1964 – 2008)

## 1964/65

### Група B4
| Отбор          | М | П | Р | З | ВГ | ДГ | ГР  | Т |
| -------------- | - | - | - | - | -- | -- | --- | - |
| Карл-Маркс-Щад | 6 | 3 | 2 | 1 | 12 | 6  | +6  | 8 |
| Татран Прешов  | 6 | 2 | 3 | 1 | 12 | 8  | +4  | 7 |
| Одра Ополе     | 6 | 2 | 2 | 2 | 6  | 6  | ±0  | 6 |
| Спартак Плевен | 6 | 0 | 3 | 3 | 6  | 16 | –10 | 3 |

|                |     |     |     | България |
| -------------- | --- | --- | --- | -------- |
| Карл-Маркс-Щад | –   | 0:0 | 0:2 | 6:2      |
| Татран Прешов  | 1:4 | –   | 1:1 | 6:1      |
| Одра Ополе     | 1:2 | 0:2 | –   | 1:0      |
| Спартак Плевен | 0:0 | 2:2 | 1:1 | –        |

1977
- Група 4:
- Славия (София) – Малмьо ФФ (Малмьо, Швеция) 1:0
- Славия (София) – Хамбургер ШФ (Хамбург, З.Германия) 3:0
- Славия (София) – Грасхопърс (Цюрих, Швейцария) 2:1
- Малмьо ФФ (Малмьо, Швеция) – Славия (София) 3:0
- Хамбургер ШФ (Хамбург, З.Германия) – Славия (София) 2:3
- Грасхопърс (Цюрих, Швейцария) – Славия (София) 1:4

- Крайно класиране:
- 1. Славия (София) 6 5 0 1 13:7 10
- 2. Малмьо ФФ 6 3 2 1 12:4 8
- 3. Хамбургер ШФ 6 2 1 3 11:15 5
- 4. Грасхопърс 6 0 1 5 5:15 1

- Забележка: В периода между 1967 и 1995 няма финална фаза, играна е само груповата.

1978
- Група 3:
- Славия (София) – Херта БСЦ (Берлин, З.Германия) 1:1
- Славия (София) – Калмар ФФ (Калмар, Швеция) 4:1
- Славия (София) – Вейле БК (Вейле, Дания) 2:0
- Херта БСЦ (Берлин, З.Германия) – Славия (София) 3:0 сл.
- Калмар ФФ (Калмар, Швеция) – Славия (София) 1:1
- Вейле БК (Вайле, Дания) – Славия (София) 1:1

- Крайно класиране:
- 1. Херта БСЦ Берлин 6 4 1 1 12:3 9
- 2. Славия (София) 6 2 3 1 9:7 7
- 3. Калмар ФФ 6 2 1 3 8:10 5
- 4. Вейле 6 1 1 4 4:13 3

- Група 9:
- Пирин (Благоевград) – ГAK (Грац, Австрия) 1:0
- Пирин (Благоевград) – Войводина (Нови Сад, Югославия) 2:1
- Пирин (Благоевград) – Старт (Кристиансанд, Норвегия) 3:1
- ГAK (Грац, Австрия) – Пирин (Благоевград) 2:1
- Войводина (Нови Сад, Югославия) – Пирин (Благоевград) 2:1
- ИК Старт (Кристиансан, Норвегия) – Пирин (Благоевград) 1:1

- Крайно класиране:
- 1. ГAK (Грац) 6 4 0 2 15:9 8
- 2. Пирин (Благоевград) 6 3 1 2 9:7 7
- 3. Войводина (Нови Сад) 6 3 0 3 13:11 6
- 4. ИК Старт (Кристиансан) 6 1 1 4 6:16 3

1979
- Група 6:
- Славия (София) – Збройовка (Бърно, Чехословакия) 2:0
- Славия (София) – Шеноа (Женева, Швейцария) 2:0
- Славия (София) – ЛАСК (Линц, Австрия) 4:1
- Збройовка (Бърно, Чехословакия) – Славия (София) 3:1
- Шеноа (Женева, Швейцария) – Славия (София) 2:2
- ЛАСК (Линц, Австрия) – Славия (София) 0:4

- Крайно класиране:
- 1. Збройовка (Бърно) 6 5 0 1 19:5 10
- 2. Славия (София) 6 4 1 1 15:6 9
- 3. Шеноа (Женева) 6 1 1 4 7:17 3
- 4. ЛАСК (Линц) 6 1 0 5 4:17 2

- Група 7:
- Пирин (Благоевград) – ГКС Катовице (Катовице, Полша) 3:0
- Пирин (Благоевград) – АГФ Орхус (Орхус, Дания) 2:0
- Пирин (Благоевград) – Аустрия (Залцбург, Австрия) 2:0
- ГКС Катовице (Катовице, Полша) – Пирин (Благоевград) 3:0 сл.
- АГФ Орхус (Орхус, Дания) – Пирин (Благоевград) 2:0
- Аустрия (Залцбург, Австрия) – Пирин (Благоевград) 1:2

- Крайно класиране:
- 1. Пирин (Благоевград) 6 4 0 2 9:6 8
- 2. ГКС Катовице (Катовице) 6 2 3 1 5:4 7
- 3. АГФ Орхус 6 2 2 2 5:5 6
- 4. Аустрия (Залцбург) 6 0 3 3 4:8 3

1980
- Група 8:
- Марек (Дупница) – ИФК Гьотеборг (Гьотеборг, Швеция) 2:3
- Марек (Дупница) – Б 1903 (Копенхаген, Дания) 2:0
- Марек (Дупница) – Аустрия (Залцбург, Австрия) 4:2
- ИФК Гьотеборг (Гьотеборг, Швеция) – Марек (Дупница) 4:1
- Б 1903 (Копенхаген, Дания) – Марек (Дупница) 3:2
- Аустрия (Залцбург, Австрия) – Марек (Дупница) 2:2

- Крайно класиране:
- 1. ИФК Гьотеборг 6 5 1 0 22:5 11
- 2. Марек (Дупница) 6 2 1 3 13:14 5
- 3. Б 1903 (Копенхаген) 6 2 1 3 8:13 5
- 4. Аустрия (Залцбург) 6 0 3 3 6:17 3

- Група 9:
- Славия (София) – ИФ Елфсборг (Бурос,Швеция) 2:1
- Славия (София) – Бохум (Бохум, З.Германия) 2:0
- Славия (София) – Напредак (Крушевац, Югославия) 3:2
- ИФ Елфсборг (Бурос, Швеция) – Славия (София) 1:0
- Бохум (Бохум, З.Германия) – Славия (София) 4:1
- Напредак (Крушевац, Югославия) – Славия (София) 0:0

- Крайно класиране:
- 1. ИФ Елфсборг 6 3 1 2 8:6 7
- 2. Славия (София) 6 3 1 2 8:8 7
- 3. Бохум (Бохум) 6 3 0 3 8:8 6
- 4. Напредак (Крушевац) 6 1 2 3 7:9 4

1981
- Група 3:
- Спартак (Плевен) – Вердер (Бремен, З.Германия) 2:3
- Спартак (Плевен) – Малмьо ФФ (Малмьо, Швеция) 2:0
- Спартак (Плевен) – Цюрих (Цюрих, Швейцария) 4:1
- Вердер (Бремен, З.Германия) – Спартак (Плевен) 1:0
- Малмьо ФФ (Малмьо, Швеция) – Спартак (Плевен) 3:1
- Цюрих (Цюрих, Швейцария) – Спартак (Плевен) 3:0

- Крайно класиране:
- 1. Вердер (Бремен) 6 5 1 0 15:6 11
- 2. Малмьо ФФ 6 2 2 2 7:7 6
- 3. Спартак (Плевен) 6 2 0 4 9:11 4
- 4. Цюрих (Цюрих) 6 1 1 4 7:14 3

- Група 8:
- Марек (Дупница) – Щутгартер Кикерс (Щутгарт, З.Германия) 0:1
- Марек (Дупница) – ФК Викинг (Ставангер, Норвегия) 1:2
- Марек (Дупница) – Вилем II (Тилбург, Холандия) 0:1
- Щутгартер Кикерс (Щутгарт, З.Германия) – Марек (Дупница) 2:0
- Викинг (Ставангер, Норвегия) – Марек (Дупница) 3:0
- Вилем II (Тилбург, Холандия) – Марек (Дупница) 4:1

- Крайно класиране:
- 1. Щутгартер Кикерс 6 4 2 0 13:4 10
- 2. Викинг (Ставангер) 6 3 2 1 8:7 8
- 3. Вилем II (Тилбург) 6 2 2 2 11:10 6
- 4. Марек (Дупница) 6 0 0 6 2:13 0

1982
- Група 1:
- Черно море (Варна) – Стандарт (Лиеж, Белгия) 2:0
- Черно море (Варна) – Байер (Леверкузен, З.Германия) 1:1
- Черно море (Варна) – Хвидовре (Копенхаген, Дания) 2:0
- Стандарт (Лиеж, Белгия) – Черно море (Варна) 3:1
- Байер (Леверкузен, З.Германия) – Черно море (Варна) 3:0
- Хвидовре (Копенхаген, Дания) – Черно море (Варна) 1:1

- Крайно класиране:
- 1. Стандарт (Лиеж) 6 3 1 2 12:10 7
- 2. Байер (Леверкузен) 6 2 2 2 12:9 6
- 3. Черно море (Варна) 6 2 2 2 7:8 6
- 4. Хвидовре (Копенхаген) 6 1 3 2 5:9 5

- Група 9:
- Черноморец (Бургас) – ИФК Гьотеборг (Гьотеборг, Швеция) 2:4
- Черноморец (Бургас) – Нествед ИФ (Нествед, Дания) 4:0
- Черноморец (Бургас) – Баник (Острава, Чехословакия) 5:2
- ИФК Гьотеборг (Гьотеборг, Швеция) – Черноморец (Бургас) 4:4
- Нествед ИФ (Нествед, Дания) – Черноморец (Бургас) 3:1
- Баник (Острава, Чехословакия) – Черноморец (Бургас) 3:1

- Крайно класиране:
- 1. ИФК Гьотеборг 6 4 1 1 19:11 9
- 2. Нествед ИФ (Нествед) 6 3 1 2 13:14 7
- 3. Черноморец (Бургас) 6 2 1 3 17:16 5
- 4. Баник (Острава) 6 1 1 4 8:16 3

1983
- Група 2:
- Славия (София) – Йънг Бойс (Берн, Швейцария) 0:1
- Славия (София) – Славия (Прага, Чехословакия) 2:1
- Славия (София) – Брьондби ИФ (Копенхаген, Дания) 3:1
- Йънг Бойс (Берн, Швейцария) – Славия (София) 1:0
- Славия (Прага, Чехословакия) – Славия (София) 5:0
- Брьондби ИФ (Копенхаген, Дания) – Славия (София) 0:0

- Крайно класиране:
- 1. Йънг Бойс (Берн) 6 4 0 2 7:6 8
- 2. Славия (Прага) 6 3 0 3 12:8 6
- 3. Брьондби ИФ 6 2 1 3 7:8 5
- 4. Славия (София) 6 2 1 3 5:9 5

- Група 8:
- Ботев (Враца) – Хамарби ИФ (Стокхолм, Швеция) 1:2
- Ботев (Враца) – Арминия (Билефелд, З.Германия) 0:1
- Ботев (Враца) – Брине ИЛ (Брюне, Норвегия) 1:0
- Хамарби ИФ (Стокхолм, Швеция) – Ботев (Враца) 2:1
- Арминия (Билефелд, З.Германия) – Ботев (Враца) 4:0
- Брине ИЛ (Брюне, Норвегия) – Ботев (Враца) 0:3

- Крайно класиране:
- 1. Хамарби ИФ 6 6 0 0 19:3 12
- 2. Арминия (Билефелд) 6 4 0 2 10:5 8
- 3. Ботев (Враца) 6 2 0 4 6:9 4
- 4. Брине ИЛ 6 0 0 6 1:19 0

- Група 10:
- Тракия (Пловдив) – ТЖ (Витковице, Чехословакия) 5:1
- Тракия (Пловдив) – Айнтрахт (Брауншвайг, З.Германия) 0:1
- Тракия (Пловдив) – Елфсборг (Бурос, Швеция) 4:0
- ТЖ (Витковице, Чехословакия) – Тракия (Пловдив) 4:2
- Айнтрахт (Брауншвайг, З.Германия) – Тракия (Пловдив) 2:0
- Елфсборг (Бурос, Швеция) – Тракия (Пловдив) 0:0

- Крайно класиране:
- 1. ТЖ (Витковице) 6 4 1 1 13:11 9
- 2. Айнтрахт (Брауншвайг) 6 3 1 2 9:5 7
- 3. Тракия (Пловдив) 6 2 1 3 11:8 5 *
- 4. Елфсборг 6 1 1 4 3:12 3

- – сега отборът се нарича Ботев (Пловдив).

1985
- Група 9:
- Локомотив (София) – Баник (Острава, Чехословакия) 0:2
- Локомотив (София) – Вейле БК (Вайле, Дания) 1:3
- Локомотив (София) – ЛАСК (Линц, Австрия) 4:1
- Баник (Острава, Чехословакия) – Локомотив (София) 4:1
- Вейле БК (Вайле, Дания) – Локомотив (София) 1:1
- ЛАСК (Линц, Австрия) – Локомотив (София) 2:2

- Крайно класиране:
- 1. Баник (Острава) 6 3 2 1 11:4 8
- 2. Вейле БК (Вайле) 6 3 2 1 9:8 8
- 3. Локомотив (София) 6 1 2 3 9:13 4
- 4. ЛАСК (Линц) 6 0 4 2 6:10 4

- Група 11:
- Черноморец (Бургас) – МТК (Будапеща, Унгария) 1:2
- Черноморец (Бургас) – Старт (Кристиансанд, Норвегия) 2:0
- Черноморец (Бургас) – ФК Аарау (Аарау, Швейцария) 4:1
- МТК (Будапеща, Унгария) – Черноморец (Бургас) 5:1
- ИК Старт (Норвегия) – Черноморец (Бургас) 1:0
- ФК Аарау (Аарау, Швейцария) – Черноморец (Бургас) 3:3

- Крайно класиране:
- 1. МТК (Будапеща) 6 4 2 0 17:7 10
- 2. Черноморец (Бургас) 6 2 1 3 11:12 5
- 3. ИК Старт 6 2 1 3 8:12 5
- 4. ФК Аарау (Аарау) 6 1 2 3 10:15 4

1986
- Група 4:
- Витоша (София) – Рот-Вайс (Ерфурт, ГДР) 0:0
- Витоша (София) – Калмар ФФ (Швеция) 3:3
- Витоша (София) – Лилестрьом СК (Норвегия) 2:0
- Рот-Вайс (Ерфурт, ГДР) – Витоша (София) 3:1
- Калмар ФФ (Швеция) – Витоша (София) 5:4
- Лилестрьом СК (Норвегия) – Витоша (София) 0:2

- Крайно класиране:
- 1. Рот-Вайс (Ерфурт) 6 4 1 1 8:4 9
- 2. Калмар ФФ 6 3 2 1 12:10 8
- 3. Витоша (София) 6 2 2 2 12:11 6 *
- 4. Лилестрьом СК 6 0 1 5 2:9 1

- – сега отборът се нарича Левски (София).

- Група 10:
- ЦФКА Средец (София) – ИФК Гьотеборг (Гьотеборг, Швеция) 2:0
- ЦФКА Средец (София) – ТЖ Витковице (Витковице, ЧСфР) 0:1
- ЦФКА Средец (София) – Цюрих (Цюрих, Швейцария) 2:0
- ИФК Гьотеборг (Гьотеборг, Швеция) – ЦФКА Средец (София) 1:0
- ТЖ Витковице (Чехословакия) – ЦФКА Средец (София) 1:3
- Цюрих (Цюрих, Швейцария) – ЦФКА Средец (София) 3:1

- Крайно класиране:
- 1. ИФК Гьотеборг (Гьотеборг) 6 4 0 2 13:7 8
- 2. ТЖ Витковице (Витковице) 6 3 1 2 9:12 7
- 3. ЦФКА Средец (София) 6 3 0 3 8:6 6 *
- 4. Цюрих (Цюрих) 6 1 1 4 8:13 3

- – сега отборът се нарича ЦСКА (София).

1987
- Група 3:
- Спартак (Варна) – Висмут (Ауе, ГДР) 2:2
- Спартак (Варна) – Уйпещ (Будапеща, Унгария) 2:0
- Спартак (Варна) – Халмщад БК (Швеция) 2:0
- Висмут (Ауе, ГДР) – Спартак (Варна) 2:2
- Уйпещ (Будапеща, Унгария) – Спартак (Варна) 5:1
- Халмщад БК (Швеция) – Спартак (Варна) 1:1

- Крайно класиране:
- 1. Висмут (Ауе) 6 2 4 0 13:9 8
- 2. Спартак (Варна) 6 2 3 1 10:10 7
- 3. Уйпещ (Будапеща) 6 2 1 3 12:13 5
- 4. Халмщад БК 6 1 2 3 7:10 4

- Група 7:
- Етър (Велико Търново) – Унион (Хеб, Чехословакия) 5:2
- Етър (В.Търново) – ИФК Норкьопинг (Швеция) 3:1
- Етър (Велико Търново) – Рот-Вайс (Ерфурт, ГДР) 3:0
- Унион (Хеб, Чехословакия) – Етър (Велико Търново) 3:2
- ИФК Норкьопинг (Швеция) – Етър (В.Търново) 1:0
- Рот-Вайс (Ерфурт, ГДР) – Етър (Велико Търново) 0:0

- Крайно класиране:
- 1. Етър (Велико Търново) 6 3 1 2 13:7 7
- 2. Унион (Хеб) 6 2 3 1 9:9 7
- 3. ИФК Норкьопинг 6 2 2 2 10:10 6
- 4. Рот-Вайс (Ерфурт) 6 1 2 3 5:11 4

1988
- Група 2:
- Славия (София) – ИФК Гьотеборг (Швеция) 0:2
- Славия (София) – Сигма (Оломоуц, Чехословакия) 3:1
- Славия (София) – Аарау (Аарау, Швейцария) 2:1
- ИФК Гьотеборг (Швеция) – Славия (София) 2:1
- Сигма (Оломоуц, Чехословакия) – Славия (София) 2:1
- Аарау (Аарау, Швейцария) – Славия (София) 1:1

- Крайно класиране:
- 1. ИФК Гьотеборг 6 3 2 1 10:7 8
- 2. Сигма (Оломоуц) 6 3 1 2 10:10 7
- 3. Славия (София) 6 2 1 3 8:9 5
- 4. Аарау (Аарау) 6 1 2 3 7:9 4

1989
- Група 3:
- Етър (Велико Търново) – Тирол (Инсбрук, Австрия) 2:1
- Етър (Велико Търново) – Вац (Вац, Унгария) 0:0
- Етър (Велико Търново) – АК Белинзона (Белинзона, Швейцария) 0:0
- Тирол (Инсбрук, Австрия) – Етър (Велико Търново) 4:0
- Вац (Вац, Унгария) – Етър (Велико Търново) 1:0
- Белинзона (Белинзона, Швейцария) – Етър (В.Търново) 1:1

- Крайно класиране:
- 1. Тирол (Инсбрук) 6 4 1 1 15:5 9
- 2. Вац (Вац) 6 2 3 1 3:2 7
- 3. Етър (Велико Търново) 6 1 3 2 3:7 5
- 4. Белинзона (Белинзона) 6 0 3 3 5:12 3

- Група 10:
- Спартак (Варна) – Йоргрите ИС (Швеция) 0:2
- Спартак (Варна) – Рапид (Букурещ, Румъния) 3:1
- Спартак (Варна) – Висмут (Ауе, ГДР) 4:3
- Йоргрите ИС (Швеция) – Спартак (Варна) 2:0
- Рапид (Букурещ, Румъния) – Спартак (Варна) 5:2
- Висмут (Ауе, ГДР) – Спартак (Варна) 3:1

- Крайно класиране:
- 1. Йоргрите ИС 6 5 0 1 10:3 10
- 2. Рапид (Букурещ) 6 3 0 3 13:12 6
- 3. Висмут (Ауе) 6 2 0 4 10:12 4
- 4. Спартак (Варна) 6 2 0 4 10:16 4

1990
- Група 2:
- Славия (София) – Тирол (Инсбрук, Австрия) 0:2
- Славия (София) – Бохум (Бохум, З.Германия) 1:1
- Славия (София) – Санкт Гален (Санкт Гален, Швейцария) 0:2
- Тирол (Инсбрук, Австрия) – Славия (София) 4:1
- Бохум (Бохум, З.Германия) – Славия (София) 1:0

- Санкт Гален (Санкт Гален, Швейцария) – Славия (София) 2:1

- Крайно класиране:
- 1. Тирол (Инсбрук) 6 4 1 1 12:6 9
- 2. Бохум (Бохум) 6 3 1 2 8:6 7
- 3. Санкт Гален (Санкт Гален) 6 3 1 2 8:7 7
- 4. Славия (София) 6 0 1 5 3:12 1

- Група 11:
- Пирин (Благоевград) – Одензе Болдклуб (Дания) 1:1
- Пирин (Благоевград) – НК Осиек (Осиек, Югославия) 2:1
- Пирин (Благоевград) – Спортул Студенцеск (Румъния) 2:0
- Одензе БК (Одензе, Дания) – Пирин (Благоевград) 2:0
- НК Осиек (Осиек, Югославия) – Пирин (Благоевград) 0:2
- Спортул студенцеск (Румъния) – Пирин (Благоевград) 1:1

- Крайно класиране:
- 1. Одензе БК (Одензе) 6 2 4 0 12:6 8
- 2. Пирин (Благоевград) 6 3 2 1 8:5 8
- 3. Осиек (Осиек) 6 2 1 3 9:10 5
- 4. Спортул студенцеск 6 0 3 3 6:14 3

1991
- Група 7:
- Пирин (Благоевград) – Байер (Юрдинген, Германия) 2:0
- Пирин (Благоевград) – Йостерс ИФ (Швеция) 1:1
- Пирин (Благоевград) – Щурм (Грац, Австрия) 2:0
- Байер (Юрдинген, Германия) – Пирин (Благоевград) 1:0
- Йостерс ИФ (Швеция) – Пирин (Благоевград) 0:0
- Щурм (Грац, Австрия) – Пирин (Благоевград) 2:1

- Крайно класиране:
- 1. Байер (Юрдинген) 6 3 1 2 7:6 7
- 2. Пирин (Благоевград) 6 2 2 2 6:4 6
- 3. Йостерс ИФ 6 1 4 1 6:5 6
- 4. Щурм (Грац) 6 2 1 3 5:9 5

- Група 8:
- Ботев (Пловдив) – Дунайска стреда (Д.Стреда, Чехосл.) 1:3
- Ботев (Пловдив) – Рапид (Букурещ, Румъния) 5:0
- Дунайска стреда (Д.Стреда, Чехосл.) – Ботев (Пловдив) 4:1
- Рапид (Букурещ, Румъния) – Ботев (Пловдив) 2:1

- Крайно класиране:
- 1. Дунайска стреда (Д.Стреда) 4 3 0 1 10:3 6
- 2. Рапид (Букурещ) 4 2 0 2 3:9 4
- 3. Ботев (Пловдив) 4 1 0 3 8:9 2

1992
- Група 10:
- Локомотив (Горна Оряховица) – Локомотив (София) 1:0
- Локомотив (Горна Оряховица) – Арджеш (Питещи, Румъния) 2:0
- Локомотив (Горна Оряховица) – Рапид (Букурещ, Румъния) 2:0
- Локомотив (София) – Локомотив (Горна Оряховица) 0:0
- Арджеш (Питещи, Румъния) – Локомотив (Горна Оряховица) 5:0
- Рапид (Букурещ, Румъния) – Локомотив (Горна Оряховица) 1:1
- Локомотив (София) – Арджеш (Питещи, Румъния) 3:1
- Локомотив (София) – Рапид (Букурещ, Румъния) 1:1
- Арджеш (Питещи, Румъния) – Локомотив (София) 1:2
- Рапид (Букурещ, Румъния) – Локомотив (София) 3:2

- Крайно класиране:
- 1. Локомотив (Г.Оряховица) 6 3 2 1 6:6 8
- 2. Локомотив (София) 6 2 2 2 8:7 6
- 3. Арджеш (Питещи) 6 2 1 3 11:10 5
- 4. Рапид (Букурещ) 6 1 3 2 8:10 5

1993
- Група 1:
- Рапид (Виена, Австрия) – Янтра (Габрово) 6:0
- Янтра (Габрово) – Завиша (Бидгошч, Полша) 0:0
- Янтра (Габрово) – Халмщад БК (Швеция) 0:1
- Брьондби ИФ (Дания) – Янтра (Габрово) 6:4

- Крайно класиране:
- 1. Рапид (Виена) 4 3 1 0 14:4 7
- 2. Завиша (Бидгошч) 4 1 2 1 8:4 4
- 3. Халмщад БК 4 2 0 2 3:4 4
- 4. Брьондби ИФ 4 2 0 2 11:15 4
- 5. Янтра (Габрово) 4 0 1 3 4:13 1

1994
- Група 1:
- Локомотив (София) – Халмщад БК (Швеция) 3:0
- Макаби (Нетания, Израел) – Локомотив (София) 2:2
- Локомотив (София) – Спарта (Прага, Чехия) 3:2
- Силкеборг ИФ (Силкеборг, Дания) – Локомотив (София) 7:2

- Крайно класиране:
- 1. Халмщад БК 4 2 1 1 5:5 5
- 2. Локомотив (София) 4 2 1 1 10:11 5
- 3. Макаби (Нетания) 4 1 2 1 5:5 4
- 4. Спарта (Прага) 4 1 1 2 8:7 3
- 5. Силкеборг ИФ (Силкеборг) 4 1 1 2 8:8 3

1995
- Забележка: От този сезон се присъждат по 3 точки за победа (за вечната ранглиста). Освен това след груповата фаза отново се въвежда фаза на директни квалификаии като победителите в турнира участват в Купата на УЕФА.

- Група 9:
- 24 юни 1995:
- Чехлаул (Румъния) – Етър (В.Търново) 2:0
- 1 юли 1995:
- Етър (Велико Търново) – Боби (Бърно, Чехия) 3:2
- 8 юли 1995:
- ФК Грьонинген (Холандия) – Етър (В.Търново) 3:0
- 23 юли 1995:
- Етър (Велико Търново) – СК Беверен (Беверен, Белгия) 1:2

- Крайно класиране:
- 1. Чехлаул 4 3 1 0 6:0 10 1/8 финали
- 2. ФК Грьонинген 4 2 2 0 7:3 8
- 3. СК Беверен (Беверен) 4 1 1 2 6:8 4
- 4. Боби (Бърно) 4 1 0 3 6:9 3
- 5. Етър (Велико Търново) 4 1 0 3 4:9 3

- Група 12:
- 24 юни 1995:
- Спартак (Пловдив) – Айнтрахт (Франкфурт, Германия) 0:4
- 2 юли 1995:
- Ираклис (Солун, Гърция) – Спартак (Пловдив) 0:0
- 8 юли 1995:
- Спартак (Пловдив) – Панерис (Вилнюс, Литва) 3:0
- 16 юли 1995:
- Форвертс (Щайер, Австрия) – Спартак (Пловдив) 2:0

- Крайно класиране:
- 1. Форвертс (Щайер) 4 3 1 0 8:2 10 1/8 финали
- 2. Айнтрахт (Франкфурт) 4 3 0 1 14:3 9 1/8 финали
- 3. Спартак (Пловдив) 4 1 1 2 3:6 4
- 4. Ираклис (Солун) 4 1 1 2 4:9 4
- 5. Панерис (Вилнюс) 4 0 1 3 2:11 1

1996
- Група 8:
- 22 юни 1996:
- Спартак (Варна) – Мюнхен 1860 (Мюнхен, Германия) 2:1
- 29 юни 1996:
- ЛКС (Лодз, Полша) – Спартак (Варна) 1:1
- 6 юли 1996:
- Спартак (Варна) – Каучук (Опава, Чехия) 0:1
- 13 юли 1996:
- КАМАЗ (Челни, Русия) – Спартак (Варна) 2:2

- Крайно класиране:
- 1. КАМАЗ (Челни) 4 3 1 0 8:3 10 1/2 финали
- 2. Мюнхен 1860 (Мюнхен) 4 2 0 2 8:3 6
- 3. Каучук (Опава) 4 2 0 2 5:4 6
- 4. Спартак (Варна) 4 1 2 1 5:5 5
- 5. ЛКС (Лодз) 4 0 1 3 1:12 1

- Група 11:
- 23 юни 1996:
- Коджаелиспор (Измит, Турция) – ЦСКА (София) 1:3
- 29 юни 1996:
- ЦСКА (София) – Хибърниънс (Паола, Малта) 4:1
- 6 юли 1996:
- Уралмаш (Екатеринбург, Русия) – ЦСКА (София) 2:1
- 20 юли 1996:
- ЦСКА (София) – РК Страсбург (Франция) 0:0

- Крайно класиране:
- 1. Уралмаш (Екатеринбург) 4 3 1 0 7:3 10 1/2 финали
- 2. ЦСКА (София) 4 2 1 1 8:4 7
- 3. РК Страсбург 4 1 3 0 4:2 6
- 4. Коджаелиспор (Измит) 4 1 1 2 7:9 4
- 5. Хибърниънс (Паола) 4 0 0 4 5:13 0

1997
- Група 10:
- 29 юни 1997:
- Спартак (Варна) – ФК Грьонинген (Холандия) 0:2
- 5 юли 1997:
- Глория (Бистрица, Румъния) – Спартак (Варна) 2:1
- 12 юли 1997:
- Спартак (Варна) – Монпелие ЕСК (Франция) 1:1
- 19 юли 1997:
- Чукарички станком (Белград, Югославия) – Спартак (Варна) 3:0

- Крайно класиране:
- 1. Монпелие ЕСК 4 3 1 0 9:3 10 1/2 финали
- 2. ФК Грьонинген 4 3 0 1 7:4 9
- 3. Чукарички станком (Бел) 4 2 0 2 7:6 6
- 4. Глория (Бистрица) 4 1 0 3 6:10 3
- 5. Спартак (Варна) 4 0 1 3 2:8 1

1998
- 1 кръг:
- 20 юни 1998:
- Балтика (Калининград, Русия) – Спартак (Варна) 4:0
- 27 юни 1998:
- Спартак (Варна) – Балтика (Калининград, Русия) 1:1 [общ резултат – 1:5]

1999
- 1 кръг:
- 19 юни 1999:
- Спартак (Варна) – Сент Трюиден ВВ (Сент Трюиден, Белгия) 1:2
- 26 юни 1999:
- Сент Трюиден ВВ (Сент Трюиден, Белгия) – Спартак (Варна) 6:0 [общ резултат – 8:1]

2000
- 1 кръг:
- 19 юни 2000:
- Юнивърсити Колидж Дъблин (Ейре) – Велбъжд (Кюстендил) 3:3
- 26 юни 2000:
- Велбъжд (Кюстендил) – Юнивърсити Колидж (Дъблин, Ейре) 0:0 [общ резултат – 3:3]

- 2 кръг:
- 2 юли 2000:
- Велбъжд (Кюстендил) – Сигма (Оломоуц, Чехия) 2:0
- 8 юли 2000:
- Сигма (Оломоуц, Чехия) – Велбъжд (Кюстендил) 8:0 [общ резултат – 8:2]

2001
- 1 кръг:
- 17 юни 2001:
- Гроклин (Гродзиск, Полша) – Спартак (Варна) 1:0
- 24 юни 2001:
- Спартак (Варна) – Гроклин (Гродзиск, Полша) 4:0 [общ резултат – 4:1]

- 2 кръг:
- 1 юли 2001, стадион „Албена 1“, КК Албена:
- Спартак (Варна) – Таврия (Симферопол, Украйна) 0:3 сл.*
- [* – двубоят завършва 2:0 за Спратак, но по-късно УЕФА присъди служебна победа на гостите, защото от Спартак са използвали неправомерно картотекиран играч – Генади Симеонов]
- 8 юли 2001:
- Таврия (Симферопол, Украйна) – Спартак (Варна) 2:2 [общ резултат – 5:2]

2002
- 1 кръг:
- 22 юни 2002:
- Марек (Дупница) – ФК Кеърсъс (Уелс) 2:0
- 29 юни 2002:
- ФК Кеърсъс (Уелс) – Марек (Дупница) 1:1 [общ резултат – 1:3]

- 2 кръг:
- 6 юли 2002:
- Ашдод (Израел) – Марек (Дупница) 1:1
- 13 юли 2002:
- Марек (Дупница) – Ашдод (Израел) 1:0 [общ резултат – 2:1]

- 3 кръг:
- 20 юли 2002:
- Марек (Дупница) – Славен (Белупо, Хърватско) 0:3
- 27 юли 2002:
- Славен (Белупо, Хърватско) – Марек (Дупница) 3:1 [общ резултат – 6:1]

2003
- 1 кръг:
- Видеотон (Унгария) – Марек (Дупница) 2:2
- Марек (Дупница) – Видеотон (Унгария) 3:2 сл.прод.

- 2 кръг:
- Марек (Дупница) – Волфсбург (Германия) 1:1
- Волфсбург (Германия) – Марек (Дупница) 2:0

2004
- 1 кръг:
- Марек (Дупница) – Дила Гори (Грузия) 2:0
- Дила Гори (Грузия) – Марек (Дупница) 0:0

- 2 кръг:
- КРК Генк (Белгия) – Марек (Дупница) 2:1
- Марек (Дупница) – КРК Генк (Белгия) 0:0

2006
- 2 кръг:
- Фарул Констанца (Румъния) – Локомотив (Пловдив) 2:1
- Локомотив (Пловдив) – Фарул Констанца (Румъния) 1:1

2007
- 2 кръг:
- Македония Гьорче Петров (Македония) – Черно море (Варна) 0:4
- Черно море (Варна) – Македония Гьорче Петров (Македония) 3:0

- 3 кръг:
- Черно море (Варна) – Сампдория (Италия) 0:1
- Сампдория (Италия) – Черно море (Варна) 1:0

2008
- 2 кръг:
- Горица – Черноморец (Бургас) 1:1
- Черноморец (Бургас) – Горица 2:0

- 3 кръг:
- Грасхопърс Цюрих (Щвейц) – Черноморец (Бургас) 3:0
- Черноморец (Бургас) – Грасхопърс Цюрих (Щвейц) 0:1

- Българските отбори в УЕФА Интертото Къп
- Вечна ранглиста:

- ОТБОРИ ______________________ У __ М __ П _ Р _ З ____ ГР ____ Т

- 1. Славия (София) ____________ 7 _ 42 _ 18 _ 8 _ 16 __ 61:58 __ 62
- 2. Пирин (Благоевград) _______ 4 _ 24 _ 12 _ 5 __ 7 __ 32:22 __ 41
- 3. Спартак (Варна) ___________ 7 _ 28 __ 6 _ 8 _ 14 __ 35:58 __ 26
- 4. Марек (Дупница) ___________ 5 _ 26 __ 5 _ 7 _ 14 __ 29:47 __ 22
- 5. Локомотив (София) _________ 3 _ 16 __ 5 _ 5 __ 6 __ 27:31 __ 20
- 6. Етър (Велико Търново) _____ 3 _ 16 __ 5 _ 4 __ 7 __ 20:23 __ 19
- 7. Черноморец (Бургас) _______ 3 _ 16 __ 5 _ 3 __ 8 __ 31:33 __ 18
- 8. ЦСКА (София) ______________ 2 _ 10 __ 5 _ 1 __ 4 __ 16:10 __ 16
- 9. Черно море (Варна) ________ 2 __ 10 __ 4 _ 2 __ 4 ___ 14:10 ___ 14
- 10. Локомотив (Горна Оряховица) 1 __ 6 __ 3 _ 2 __ 1 ___ 6:6 ____ 11
- 11. Спартак (Плевен) __________ 2 _ 12 __ 2 _ 3 __ 7 __ 15:27 ___ 9
- 12. Левски (София) ____________ 1 __ 6 __ 2 _ 2 __ 2 __ 12:11 ___ 8
- 13. Ботев (Пловдив) ___________ 2 _ 10 __ 3 _ 1 __ 6 __ 19:17 __ 10
- 14. Ботев (Враца) _____________ 1 __ 6 __ 2 _ 0 __ 4 ___ 6:9 ____ 6
- 15. Велбъжд (Кюстендил) __ 1 __ 4 __ 1 _ 2 __ 1 ___ 5:11 ___ 5
- 16. Спартак (Пловдив) _________ 1 __ 4 __ 1 _ 1 __ 2 ___ 3:6 ____ 4
- 17. Локомотив (Пловдив) _______ 1 __ 2 __ 0 _ 1 __ 1 ___ 2:3 ____ 1
- 18. Янтра (Габрово) ___________ 1 __ 4 __ 0 _ 1 __ 3 ___ 4:13 ___ 1